# Sterzing
Sterzing ([ˈʃtɛrtsɪŋ]; italienisch Vipiteno) ist eine Stadt und eine italienische Gemeinde mit 6960 Einwohnern (Stand 31. Dezember 2023) im Wipptal in Südtirol. Zur Gemeinde Sterzing zählen neben dem engeren Stadtgebiet die Fraktionen Ried, Thuins und Tschöfs. Aufgrund der Lage zwischen den alpinen Übergängen Jaufen- und Brennerpass sowie dem Penser Joch ist Sterzing seit alters her eine wichtige Handelsstadt. Die Stadt ist heute als Hauptort der Bezirksgemeinschaft Wipptal, Einkaufsstadt, lokales Tourismus- und Wirtschaftszentrum sowie Standort eines Krankenhauses von Bedeutung.

## Geografie

### Geografische Lage

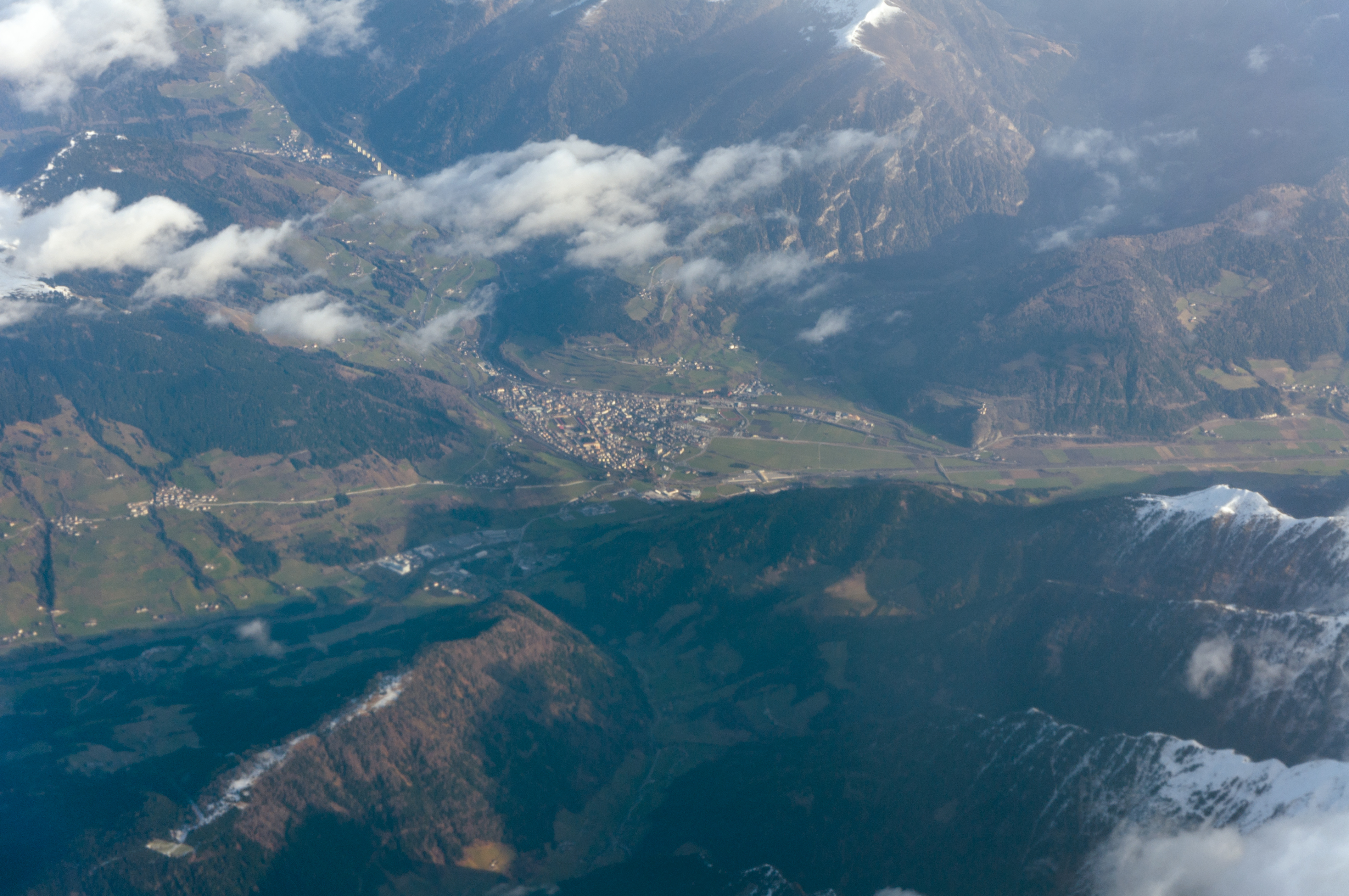
Sterzing in einer Luftaufnahme aus südwestlicher Richtung gesehen (2014)

Sterzing liegt im Norden Südtirols (Italien) zwischen dem 46. und 47. Breitengrad und zwischen dem 11. und 12. Längengrad Ost. Das Stadtzentrum befindet sich am nordwestlichen Rand des Sterzinger Beckens, der ersten Talweitung im Wipptal südlich des Brenners. Das Sterzinger Becken, in das von Westen das Ridnauntal und von Nordosten das Pfitscher Tal einmünden, wird von den Stubaier Alpen im Westen, Nordwesten und Norden, den Zillertaler Alpen im Osten sowie den Sarntaler Alpen im Süden und Südwesten begrenzt. Der an der Altstadt vorbeifließende Eisack ist der zweitlängste Fluss Südtirols.
Vom nördlichen Alpenrand ist die Stadt rund 95 km entfernt, vom südlichen etwa 140 km. Der Brennerpass und damit die Grenze zu Österreich befinden sich in 15 km Entfernung. Sterzing ist damit die nördlichste Stadt Italiens und zählt mit einer Höhe von 948 m s.l.m. zu den höchstgelegenen Städten der Alpen. Nahe gelegene größere Städte sind Innsbruck (41 km Luftlinie nördlich), Meran (32 km Luftlinie südwestlich, 58 Straßenkilometer mit der SS 44 über den Jaufenpass) und Bozen (45 km Luftlinie südlich, 70 Straßenkilometer).

### Geologie

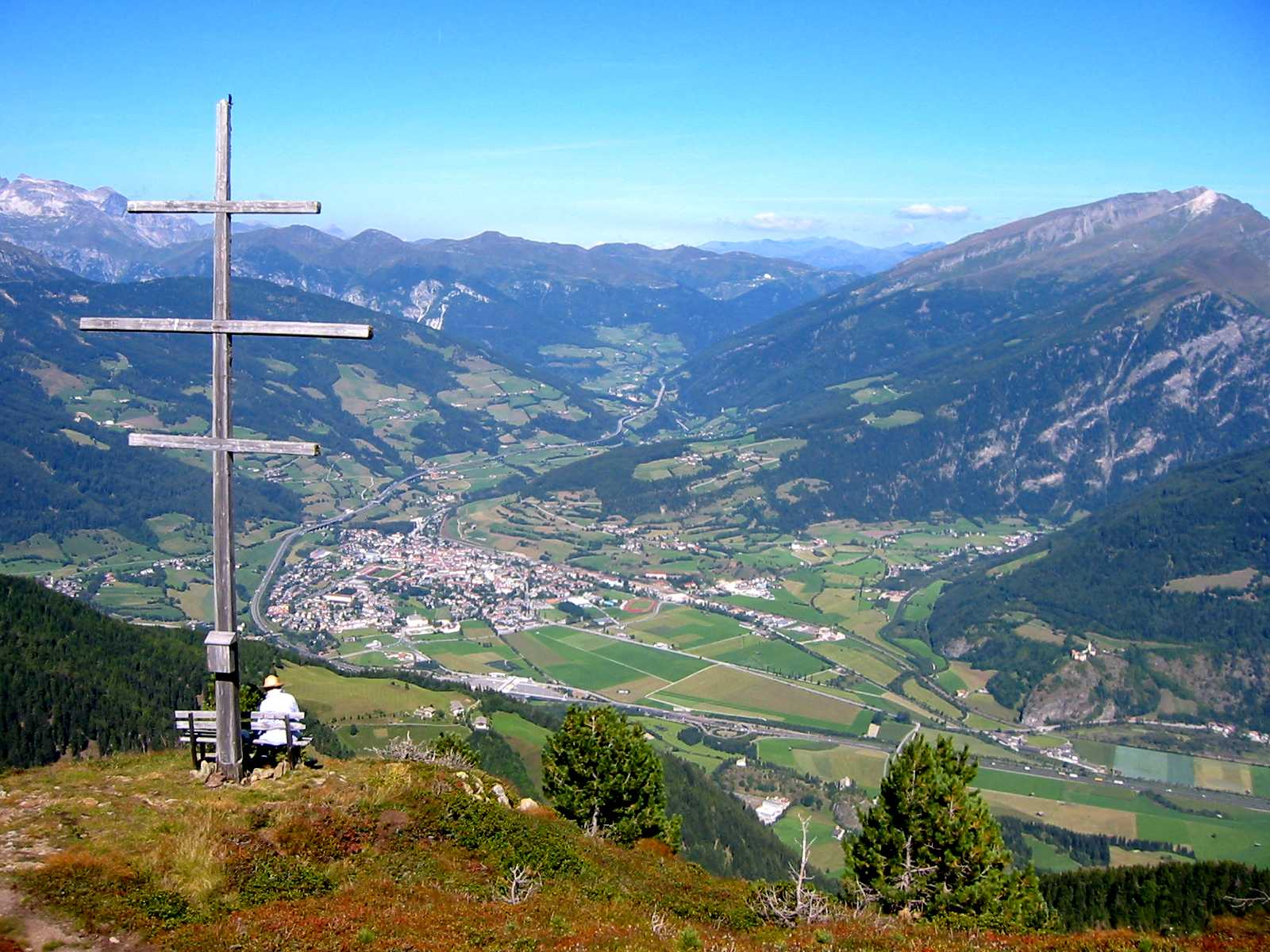
Das Sterzinger Becken von Süden (Elzenbaumer Wetterkreuz) gesehen; das Betonband der Brennerautobahn gut erkennbar

Das Stadtgebiet von Sterzing befindet sich auf einer geologischen Trennlinie zwischen den Schieferformationen der aus Kalkglimmerschiefer gebildeten oberen Schieferhülle des Tuxer Kamms, einer Bergkette in den Zillertaler Alpen im Osten und dem Glimmerschiefer des Hausbergs Rosskopf, in dessen Gipfelregion auch Schiefergneise und Gneise zu finden sind. Nur an wenigen Stellen dieser Region im Westen des Eisacks sind Kalkglimmerschiefervorkommen zu finden. Im Gebiet des Vallmingtals östlich des Rosskopfs werden die Telfer Weißen aus Dolomitgestein gebildet, das auch den Gipfelkegel der Weißspitze bildet und vereinzelt auch in Flans nachweisbar ist. Der Talboden wird von Aufschüttungsböden dominiert, die durch die Verlandung eines großen Sees entstanden sind, der einst große Teile des heutigen Stadtgebietes bedeckte. Mächtige Moränenablagerungen sind bei Thuins, in Flans unterhalb des Rosskopfs und unter der Weißspitze zu finden.

### Ausdehnung des Stadtgebiets
Das Sterzinger Gemeindegebiet bedeckt eine Fläche von 33,18 km². Es wird im Talbereich des Sterzinger Beckens durch Eisack und Ridnauner Bach begrenzt, die südöstlich des Stadtzentrums zusammenfließen. Im Südwesten reicht es zudem mit einem schmalen Geländestreifen bis zu den Höfen von Unter- und Oberackern in den Anfangsbereich des Ridnauntals hinein. Nördlich des Sterzinger Beckens umfasst das Gemeindegebiet am Rosskopf (2189 m s.l.m.) und an den Telfer Weißen (2588 m s.l.m.) auch einige das Wipptal im Westen begrenzende Berggebiete des Aggls-Rosskopf-Kamms der Stubaier Alpen. Auf der gegenüberliegenden östlichen Talseite, im Tuxer Kamm der Zillertaler Alpen, findet Sterzing am Gipfel der Weißspitze (2714 m s.l.m.) seinen höchsten Punkt.

### Stadtgliederung und Nachbargemeinden

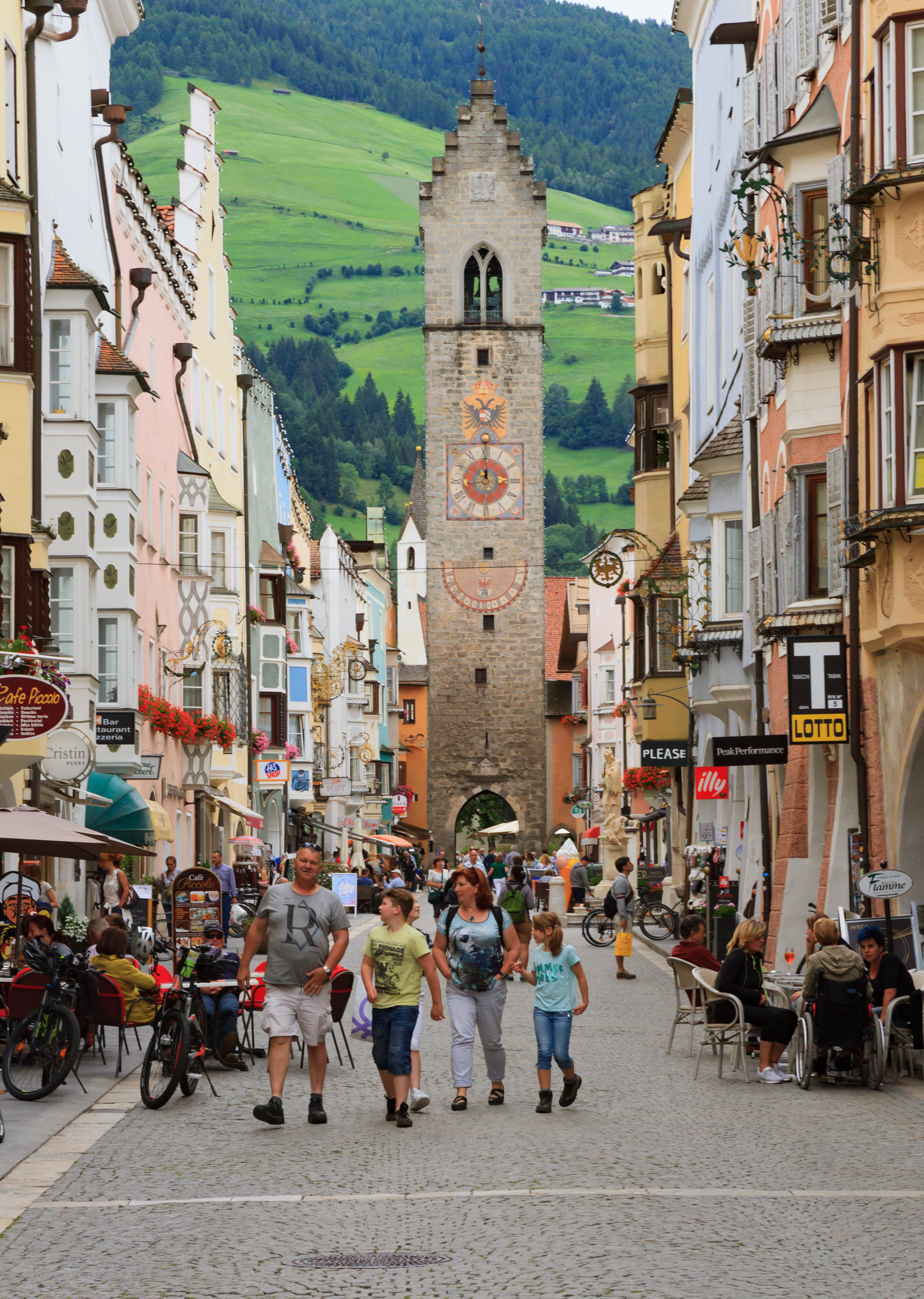
Straßenszene in der Altstadt von Sterzing

Sterzing gliedert sich in das eigentliche Stadtgebiet sowie die Fraktionen Thuins, Tschöfs und Ried. Thuins liegt an den südlichen Ausläufern des Rosskopfs westlich der Altstadt, Tschöfs und Ried hingegen etwas nördlich auf der westlichen bzw. östlichen Flanke des sich Richtung Gossensaß verengenden Wipptals. Gossensaß ist der Hauptort der Gemeinde Brenner, die Sterzing im Norden von der österreichischen Grenze trennt. Im Osten grenzt die Stadt an Pfitsch, das am Ostufer des Eisacks unmittelbar an das Stadtgebiet heranreicht. Die südöstliche Nachbargemeinde im Wipptal ist Freienfeld, im westlich angrenzenden Talsystem des Ridnauntals mitsamt seinen Seitentälern erstreckt sich die Gemeinde Ratschings. Zu allen Gemeinden bestehen intensivste wirtschaftliche Beziehungen. Sterzing gilt als die Einkaufsstadt des südlichen Wipptals und hat als Standort größerer Unternehmen eine erhebliche Bedeutung als Arbeitsplatzstandort.

### Klima
Sterzing liegt in der gemäßigten Klimazone und wird dem mitteleuropäisch-montanen Klimatyp zugerechnet. Die mittleren Jahrestemperaturen liegen in Sterzing bei 8,6 °C und die mittleren Jahresniederschläge betragen 699,1 mm. Der wärmste Monat ist der Juli. Hier werden im Mittel 18,5 °C erreicht, während die Durchschnittstemperaturen in den Wintermonaten zwischen 0 und −2 °C liegen.
Die Winter sind schneereich. Die vorherrschenden Winde sind der kalte Nordwind vom Brenner sowie seltener vorkommende West- und Südwinde, die häufig mit kräftigen Niederschlägen einhergehen.
|                        | Jan  | Feb  | Mär  | Apr  | Mai  | Jun  | Jul   | Aug   | Sep  | Okt  | Nov  | Dez  |   |       |
| Mittl. Temperatur (°C) | −1,9 | 0,5  | 4,4  | 8,4  | 13,2 | 17,1 | 18,5  | 17,8  | 13,4 | 9,2  | 3,3  | −1,4 | ⌀ | 8,6   |
| Mittl. Tagesmax. (°C)  | 3,2  | 5,8  | 10,1 | 14,2 | 19,3 | 23,4 | 25,2  | 24,1  | 19,4 | 14,4 | 7,5  | 2,8  | ⌀ | 14,2  |
| Mittl. Tagesmin. (°C)  | −7,0 | −4,7 | −1,3 | 2,5  | 7,2  | 10,7 | 11,9  | 11,5  | 7,5  | 3,9  | −0,8 | −5,6 | ⌀ | 3     |
|                        |      |      |      |      |      |      |       |       |      |      |      |      |   |       |
| Niederschlag (mm)      | 26,3 | 18,9 | 26,0 | 30,1 | 75,7 | 84,2 | 105,0 | 103,3 | 48,8 | 57,4 | 75,0 | 48,4 | Σ | 699,1 |
|                        |      |      |      |      |      |      |       |       |      |      |      |      |   |       |
| Regentage (d)          | 4    | 4    | 5    | 6    | 10   | 11   | 11    | 11    | 8    | 7    | 7    | 6    | Σ | 90    |

| −7,0 |

| −4,7 |

| −1,3 |

| 2,5 |

| 7,2 |

| 10,7 |

| 11,9 |

| 11,5 |

| 7,5 |

| 3,9 |

| −0,8 |

| −5,6 |

| −7,0 |

| −4,7 |

| −1,3 |

| 2,5 |

| 7,2 |

| 10,7 |

| 11,9 |

| 11,5 |

| 7,5 |

| 3,9 |

| −0,8 |

| −5,6 |

| N i e d e r s c h l a g | 26,3 | 18,9 | 26,0 | 30,1 | 75,7 | 84,2 | 105,0 | 103,3 | 48,8 | 57,4 | 75,0 | 48,4 |
|                         | Jan  | Feb  | Mär  | Apr  | Mai  | Jun  | Jul   | Aug   | Sep  | Okt  | Nov  | Dez  |

## Geschichte

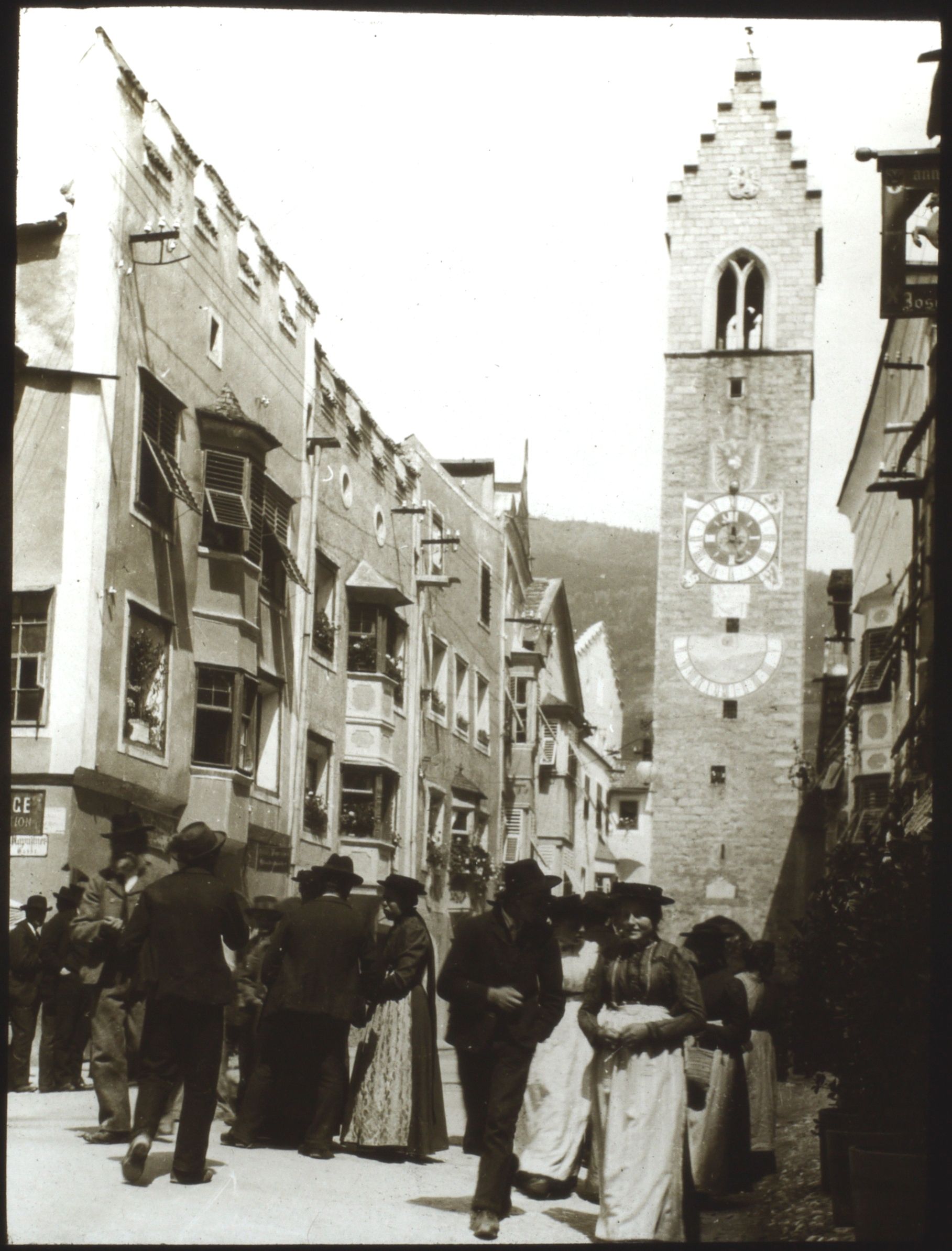
Sterzing (Aug. 1912) – Zwölferturm

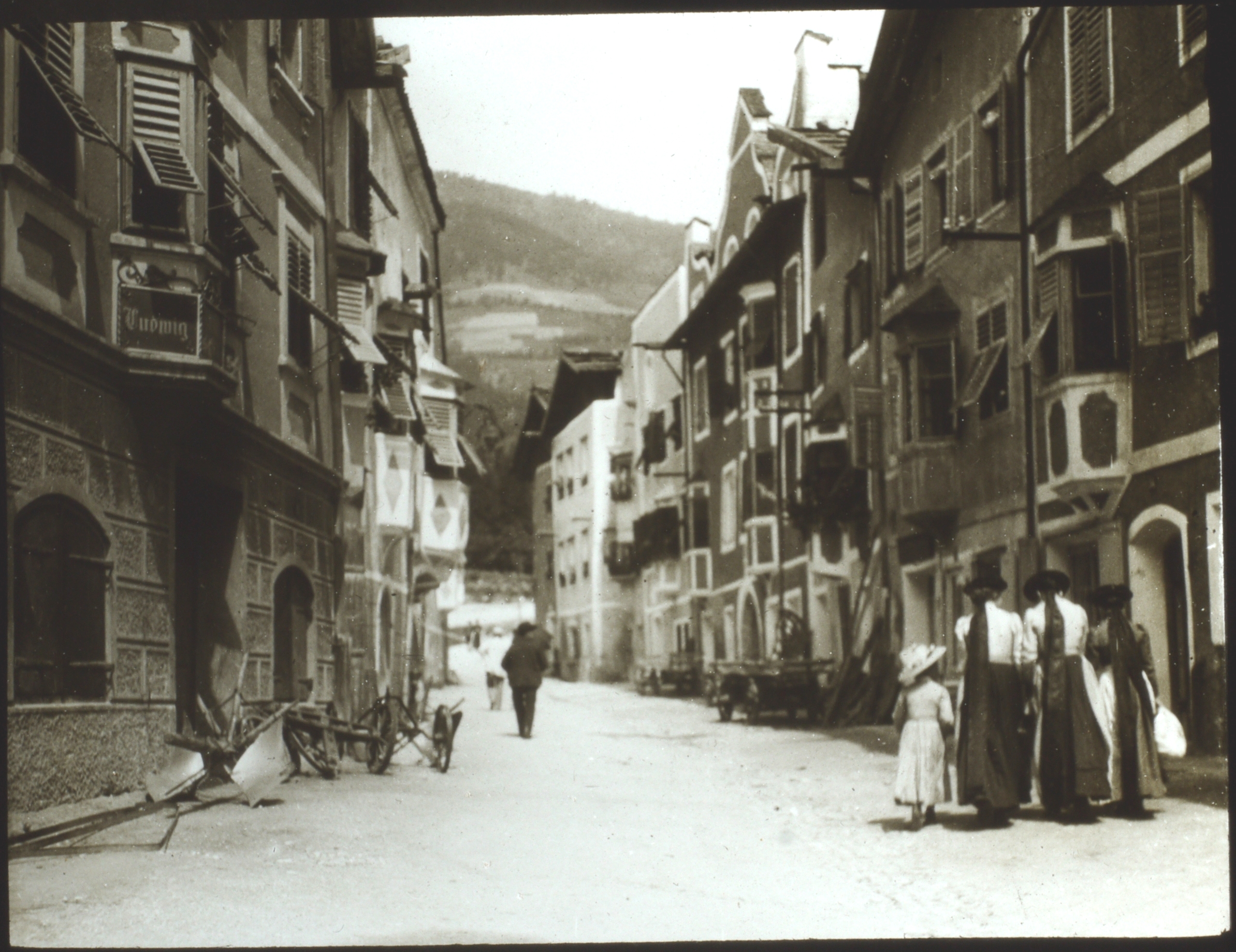
Sterzing (Aug. 1912), Straßenszene – A.E. Hasse

Besiedelungsspuren finden sich schon aus prähistorischer Zeit. 14 v. Chr. entstand unter Drusus im Sterzinger Raum das Römerkastell Vipitenum. Dessen Name diente als Vorlage für die 1923 im Zuge der „Italienisierung“ aus politischen Gründen geschaffene italienische Ortsbezeichnung Vipiteno, die das ältere Exonym Sterzen verdrängte.
Der Ortsname Sterzing ist 1182 in der latinisierten Schreibweise Sterçengum in einer Urkunde des Stiftes Sonnenburg erstmals nachgewiesen. Dem Erstbeleg nach dürfte Sterzing ein echter -ing-Name sein und auf einen bajuwarischen Ursiedler namens Starco oder Sterco zurückgehen. Graf Meinhard II. von Tirol erhob die Siedlung circa 1280 zur Stadt und erweiterte durch Neuausweisungen von Baugrund „in agris et campis“ (in Äckern und Feldern) den Altstadtkern durch das Areal südlich vom Zwölferturm, die so genannte Neustadt.
Ausgezeichnet durch ein Handelsprivileg begann der Ort am Südhang der wichtigen Brennerroute aufzustreben. Den steilsten Aufschwung erlebte die Stadt im 15. Jahrhundert: Als um 1400 im Wipptal der Bergbau einsetzte (vor allem Silberminen wurden erschlossen), wählten viele Unternehmer die Stadt als Firmensitz. Sie gestalteten ihre Häuser im Stil der Patrizier vielfach neu und überbauten die ältere Bausubstanz. Auf diese Gründerzeit gehen die charakteristischen Bauten der Stadt zurück („Fugger-Städtchen“).
Sterzing spielte wegen der günstigen, geographisch zentralen Lage im Wipptal in der Geschichte Tirols trotz der geringen Einwohnerzahl zeitweilig eine bedeutende Rolle als Handels- und Marktplatz, Gerichtssitz, Tagungsort wichtiger Versammlungen und Beratungen, Verkehrsknotenpunkt, Zentrum des Bergbaues, bäuerlicher Wirtschaft, Kultur und Kunst.
Ende des 16. Jahrhunderts setzte mit der Erschöpfung der Silbervorkommen der wirtschaftliche Niedergang der Stadt ein, der bis Ende des 19. Jahrhunderts anhielt. Die Entsumpfung des Sterzinger Mooses ermöglichte die Entwicklung einer leistungsfähigen Landwirtschaft.
Aufgrund der Niederlage Österreich-Ungarns im Ersten Weltkrieg und des Vertrages von Saint-Germain kam der Ort zusammen mit Südtirol 1920 zum Königreich Italien.
1931 wurde das Stadtgebiet um die bis dahin selbstständigen Gemeinden Tschöfs und Thuins vergrößert.
In den ersten Nachkriegsjahren nach dem Zweiten Weltkrieg diente Sterzing aufgrund der Nähe zum Brennerpass als wichtiger Durchgangsort einer „Rattenlinie“, auf der hochrangige Nationalsozialisten aus Europa flüchteten. Sterzing diente ihnen häufig als vorübergehende Unterkunft. Der damalige Sterzinger Pfarrer, wie auch andere katholische Geistliche in Südtirol, beteiligten sich als Fluchthelfer. So verhalf er etwa Adolf Eichmann zu einer Unterkunft im Franziskanerkloster Bozen.

## Politik

### Bürgermeister
Bürgermeister seit 1952:
- Hans Saxl: 1952–1963
- Karl Oberhauser: 1963–1973
- Johann Salazer: 1973–1974
- Alois Graus: 1974–1977
- Rudolf Pichler: 1977–1981
- Josef Larch: 1981–1990
- Fritz Karl Messner: 1990–2000
- Thomas Egger: 2000–2005
- Fritz Karl Messner: 2005–2020
- Peter Volgger: seit 2020

### Stadt- und Gemeinderat
Der Sterzinger Stadtrat, so wird die Stadtregierung bezeichnet, besteht aus dem Bürgermeister, dem Bürgermeisterstellvertreter und weiteren vier Stadträten. Der Gemeinderat setzt sich aus insgesamt 18 Mitgliedern zusammen.

### Wappen

Wappen von Sterzing

Das Wappen der Stadt zeigt einen buckligen Pilger (genannt "Sterzl")mit schwarzem Kapuzenmantel, Krücke und Rosenkranz, über den sich schützend der Tiroler Adler erhebt.
Einer Sage zufolge soll der abgebildete Mann der Gründer der Stadt sein. Neuere Deutungen gehen jedoch davon aus, dass der Pilger als Hinweis auf die Bedeutung Sterzings als Rastort mit seinen beiden Hospizen zu sehen ist, während der Adler die Bedeutung Sterzings als Stadt der Tiroler Grafen ausdrücken soll.
Das älteste überlieferte Wappen aus dem Jahre 1327 zeigt den Pilger mit einem hohen Hut nur im Brustbild. Oberhalb dieser Darstellung und ohne Verbindung zu ihr prangte die obere Hälfte des Tiroler Adlers. Seit 1524 ist das heutige Wappen gebräuchlich.

### Städtepartnerschaften
Sterzing pflegt seit 1971 eine Partnerschaft mit der Stadtgemeinde Kitzbühel in Österreich. Die Partnerschaftsfeiern fanden am 4. und 5. September 1971 in Kitzbühel zur Jubiläumsfeier zum 700. Jahrestag der Stadtgründung und ein Jahr später am 9. und 10. September 1972 in Sterzing statt. Neben der Politik wird die Partnerschaft vor allem von Schützenvereinen und Freiwilligen Feuerwehren gepflegt.

## Bevölkerung

### Einwohnerentwicklung
| Jahr | Einwohnerzahl |
| ---- | ------------- |
| 1900 | 1672          |
| 1921 | 2875          |
| 1931 | 3175          |
| 1936 | 3428          |
| 1951 | 3596          |
| 1961 | 4059          |
| 1971 | 4565          |
| 1981 | 5291          |
| 1991 | 5596          |
| 2001 | 5785          |
| 2011 | 6401          |
| 2024 | 7039          |

### Sprachgruppen
Sterzing ist gemäß den seit 1981 erhobenen Sprachgruppenzugehörigkeitserklärungen bzw. Sprachgruppenzuordnungserklärungen eine mehrheitlich deutschsprachige Gemeinde, wobei als Berechnungsgrundlage dieser Prozentwerte allein die gültigen Erklärungen von Personen mit italienischer Staatsbürgerschaft herangezogen wurden.
| Sprache     | 1900    | 1971    | 1981    | 1991    | 2001    | 2011    | 2024    |
| ----------- | ------- | ------- | ------- | ------- | ------- | ------- | ------- |
| Deutsch     | 98,04 % | 71,17 % | 73,70 % | 75,03 % | 75,28 % | 73,64 % | 67,66 % |
| Italienisch | 1,96 %  | 28,54 % | 25,95 % | 24,67 % | 24,29 % | 25,95 % | 32,08 % |
| Ladinisch   |         | 0,28 %  | 0,35 %  | 0,30 %  | 0,44 %  | 0,41 %  | 0,27 %  |

### Religion
Die Sterzinger aller Sprachgruppen sind mehrheitlich römisch-katholisch. Die Stadt ist Sitz eines Dekanats, das sich in 16 Pfarreien untergliedert und zur Diözese Bozen-Brixen zählt. Die wichtigsten Kirchen der deutschsprachigen Einwohner der Pfarrei Sterzing sind die Pfarrkirche Maria im Moos, die als größte Pfarrkirche des deutschsprachigen Alpenraums gilt, und die St.-Margarethen-Kirche, die als Hilfspfarrkirche dient, da die eigentliche Pfarrkirche etwas außerhalb des Stadtgebietes liegt. Die Hauptkirche der italienischsprachigen Einwohner ist die Hl.-Geist-Kirche (auch Spitalkirche genannt, italienisch Chiesa di Santo Spirito) im Stadtzentrum. Ebenfalls in der Stadtmitte befand sich zwischen 1630 und 2021 ein Kapuziner-Kloster.

## Wirtschaft
Die über Jahrhunderte vorherrschende Kleinstadtstruktur, geprägt durch Handel und Gewerbe, erlebte in den Nachkriegsjahren einen Umbruch: Neben Handel und Verwaltung machen in der heutigen Zeit Gesundheitsversorgung, Sport und Tourismus den Großteil der Produktion aus. Der Fremdenverkehr hat sich zu einem wichtigen Wirtschaftszweig entwickelt, die Stadt ist zur besseren Vermarktung auch Mitglied der Vereinigung I borghi più belli d’Italia (Die schönsten Orte Italiens).
Sterzing ist Sitz der Genossenschaft Milchhof Sterzing mit 170 Mitarbeitern (Produktion von Butter, Joghurt und weiteren Milchprodukten). Darüber hinaus hat das auf Seilbahnbau spezialisierte Unternehmen Leitner AG seinen Sitz in Sterzing.

## Gesundheit
Sterzing ist der Standort eines Krankenhauses des Südtiroler Sanitätsbetriebs.

## Bildung
In der Gemeinde Sterzing gibt es eine Reihe von Bildungseinrichtungen. Wie in Südtirol üblich sind die öffentlichen Schulen nach Sprachgruppen aufgeschlüsselt.
In der Stadt gibt es für die deutsche Sprachgruppe die Grundschule „Josef Rampold“ sowie die zwei auch Schüler der Umgebung bedienenden Mittelschulen „Konrad Fischnaler“ und „Vigil Raber“. Das Oberschulzentrum Sterzing, bestehend aus einem Realgymnasium, Sprachengymnasium, Sportgymnasium und einer Wirtschaftsfachoberschule, stellt ein vielfältiges Angebot an weiterführenden Schulen im Südtiroler Wipptal dar.
In Sterzing sind auch öffentliche Bildungseinrichtungen für die italienische Sprachgruppe angesiedelt, die zum Schulzentrum „Alexander Langer“ zusammengefasst sind. Dort bestehen eine Grundschule und eine Mittelschule; zudem können dort die ersten zwei Schuljahre des Realgymnasiums und der Wirtschaftsfachoberschule absolviert werden.

## Verkehr
Für den Kraftverkehr ist Sterzing in erster Linie durch die SS 12 erschlossen, die das Gemeindegebiet durchquert und nordwärts zum Brenner ansteigt. Die SS 44 verbindet die Stadt über den Jaufenpass mit Passeier, die SS 508 über das Penser Joch mit dem Sarntal. Die A22, deren Ein- und Ausfahrt Sterzing sich auf der Grenze zu Freienfeld befindet, umfährt das Stadtzentrum westseitig. Die Brennerbahn bietet am Bahnhof Sterzing-Pfitsch – im Gemeindegebiet von Pfitsch gelegen – eine vom Zentrum aus schnell erreichbare Zugangsstelle. An den regionalen Radverkehr ist das Stadtgebiet durch die Radroute 1 „Brenner–Salurn“ angeschlossen.

## Kultur und Sehenswürdigkeiten

### Historische öffentliche Gebäude

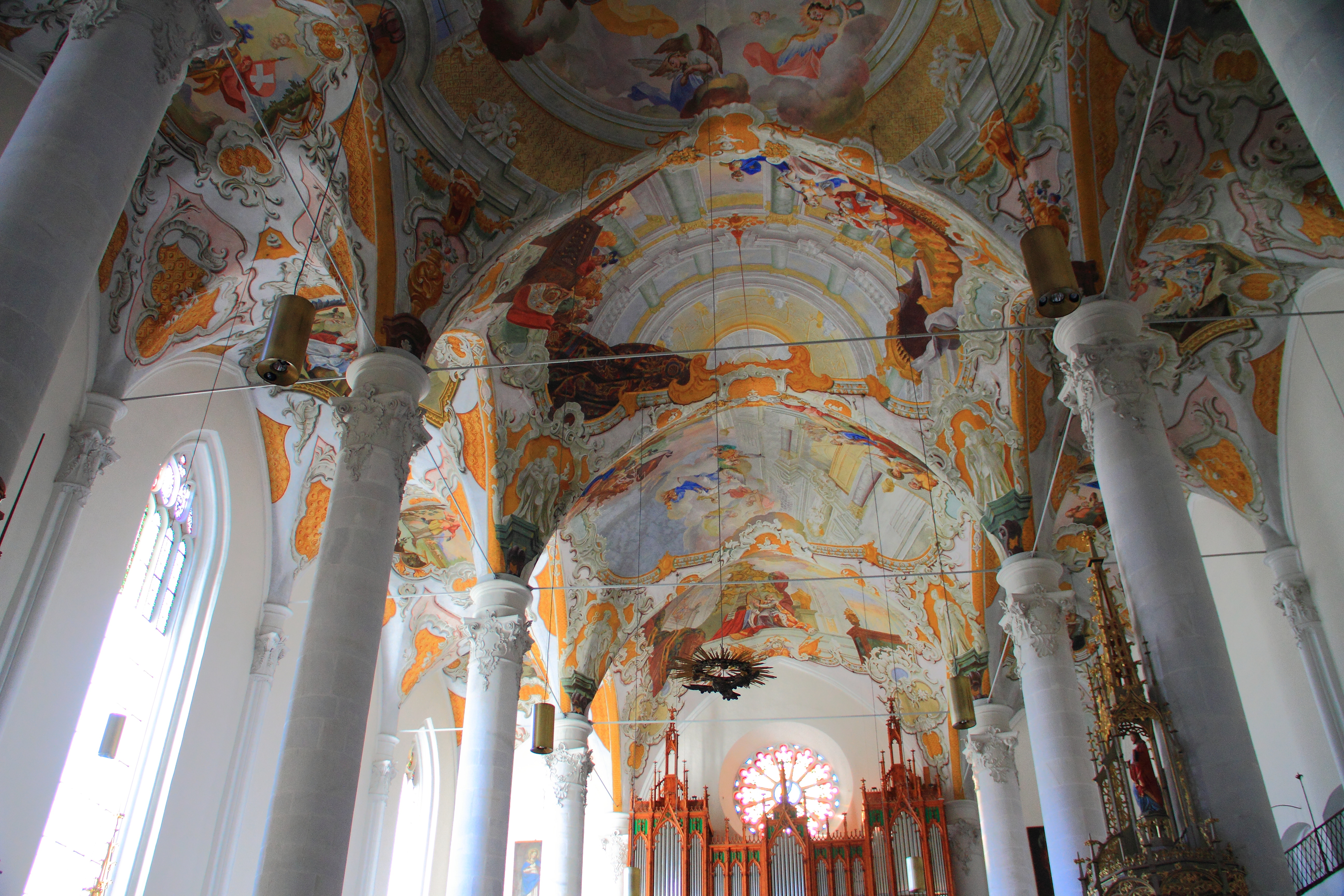
Gewölbe der Pfarrkirche Unsere Liebe Frau (Maria) im Moos

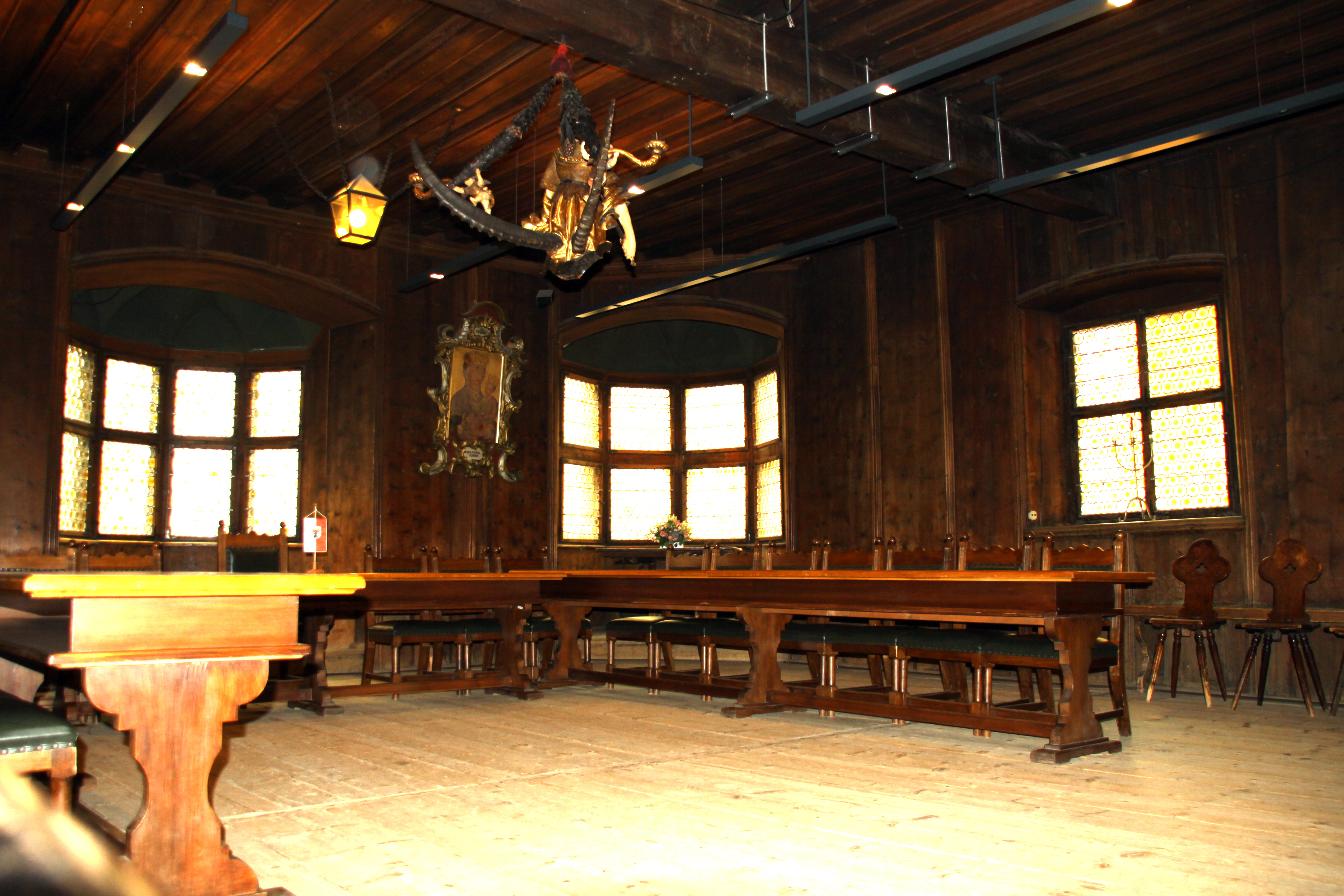
Rathaussaal

- Das Heilig-Geist-Spital mit der Heilig-Geist-Kirche wurde von 1399 bis 1402 erbaut. In der Kirche befinden sich Fresken des Südtiroler Malers Hans von Bruneck aus dem Jahr 1402.
- Die Pfarrkirche Unsere Liebe Frau im Moos an der südlichen Peripherie der Stadt wurde in zwei Etappen errichtet. Den Chor erbaute die Bürgerschaft von 1417 bis 1456. Das Langhaus der spätgotischen Hallenkirche entstand 1496 bis 1524. Der Hochaltar im Kirchenchor enthält fünf Figuren des Multscher-Altars des Ulmer Meisters Hans Multscher, aufgestellt 1459. Der Altar, ein Kunstwerk von europäischem Rang, ist nur fragmentarisch erhalten; einige der großen Bildtafeln (1,70 × 1,85 m) sind im nahe gelegenen Museum im Deutschhaus ausgestellt. Die neugotische Orgel mit 35 Registern auf der Orgelempore wurde 1910 von den Gebr. Mayer aus Feldkirch gebaut.
- Der Zwölferturm, das 46 Meter hohe Wahrzeichen der Stadt, errichtet von 1468 bis 1472. Bei einem Brand 1867 brannte der rote Spitzhelm ab und wurde durch einen steinernen Treppengiebel ersetzt.
- Das Rathaus mit spätgotischer Stube, erbaut von 1468 bis 1474. Im Innenhof befinden sich eine Kopie des Mithras-Steins, ein römischer Altarstein aus dem Jahr 200 (das Original ist im Südtiroler Archäologiemuseum in Bozen), sowie ein römischer Meilenstein aus der Zeit des Kaisers Septimius Severus (193 bis 211 n. Chr.), der 1979 bei Straßenarbeiten gefunden wurde.
- Der Ansitz Jöchlsthurn mit angeschlossener St.-Peter-und-Pauls-Kirche, in mehreren Bauphasen im 15. und 16. Jh. errichtet.
- Die Sankt-Salvator-Kirche, auch Kreuzkirchl genannt, ein spätbarocker Bau aus dem Jahr 1692 von Peter Dellai.
- Das Deutschhaus (auch Deutschordenshaus), eine Kommende des Deutschen Ordens aus der Barockzeit. Das Gebäude beherbergt heute das Stadt- und Multschermuseum.

### Theater, Kino, Bibliothek

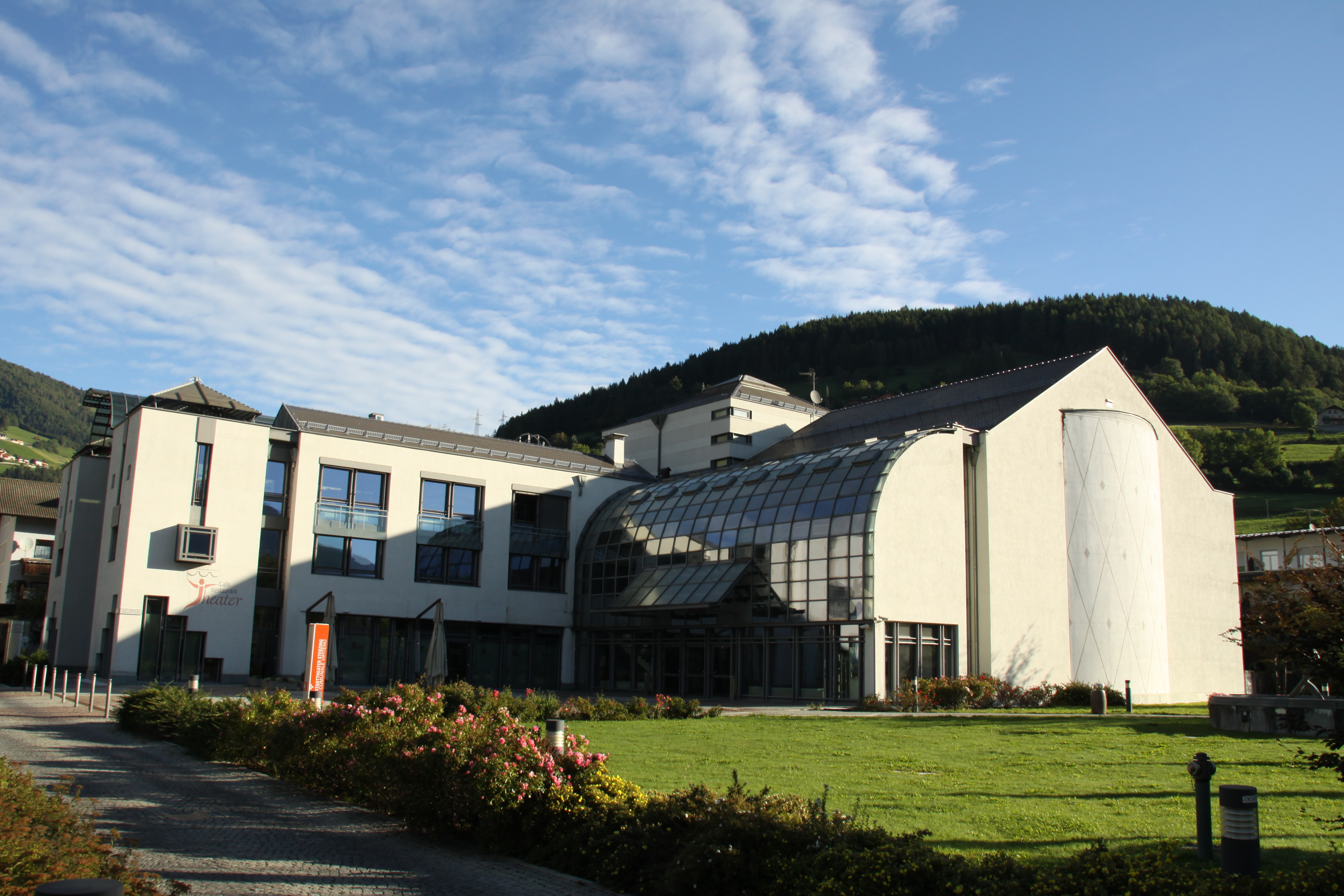
Stadttheater Sterzing

Die Planungen für den Bau eines Stadttheaters begannen im Jahre 1989. 1991 wurde mit dem Abbruch des ehemaligen G.I.-Gebäudes begonnen, an dessen Stelle das neue Gebäude nach Plänen des Architekten Albert Colz aus Bozen errichtet wurde. Nach Abschluss der Bauarbeiten erfolgte am 19. Mai 2000 die offizielle Eröffnung durch Bürgermeister Thomas Egger. Der große Saal bietet inklusive der Logen und Ränge bis zu 430 Sitzplätze. Im Orchestergraben finden bis zu 40 Musiker Platz.
Die Stadtbühne Sterzing ist am 19. März 2002 durch Umbenennung der Kolpingbühne Sterzing entstanden. Sie wurde 1981 gegründet und hatte ihre Spielstätte im Kolpinghaus. Am 15. Februar 2002 unterzeichnete das Ensemble mit der Verwaltung des neuen Stadttheaters Sterzing eine Vereinbarung zur Zusammenarbeit. Darin wurden der Kolpingbühne mehrere Räume im Stadttheater Sterzing zur freien Nutzung überlassen und die Spielstätte in das Stadttheater verlegt.
Im Gebäude des Stadttheaters ist auf zwei Stockwerken und in einem Saal auch die Stadtbibliothek untergebracht. Ihr Bestand an Büchern und Medien in mehreren Sprachen umfasst etwa 27.000 Werke, die in einer Freihandbibliothek zugänglich sind.
Das Kino befindet sich ebenfalls im Gebäude des Stadttheaters. Es verfügt über zwei Säle mit 72 und 48 Sitzplätzen.

### Museen

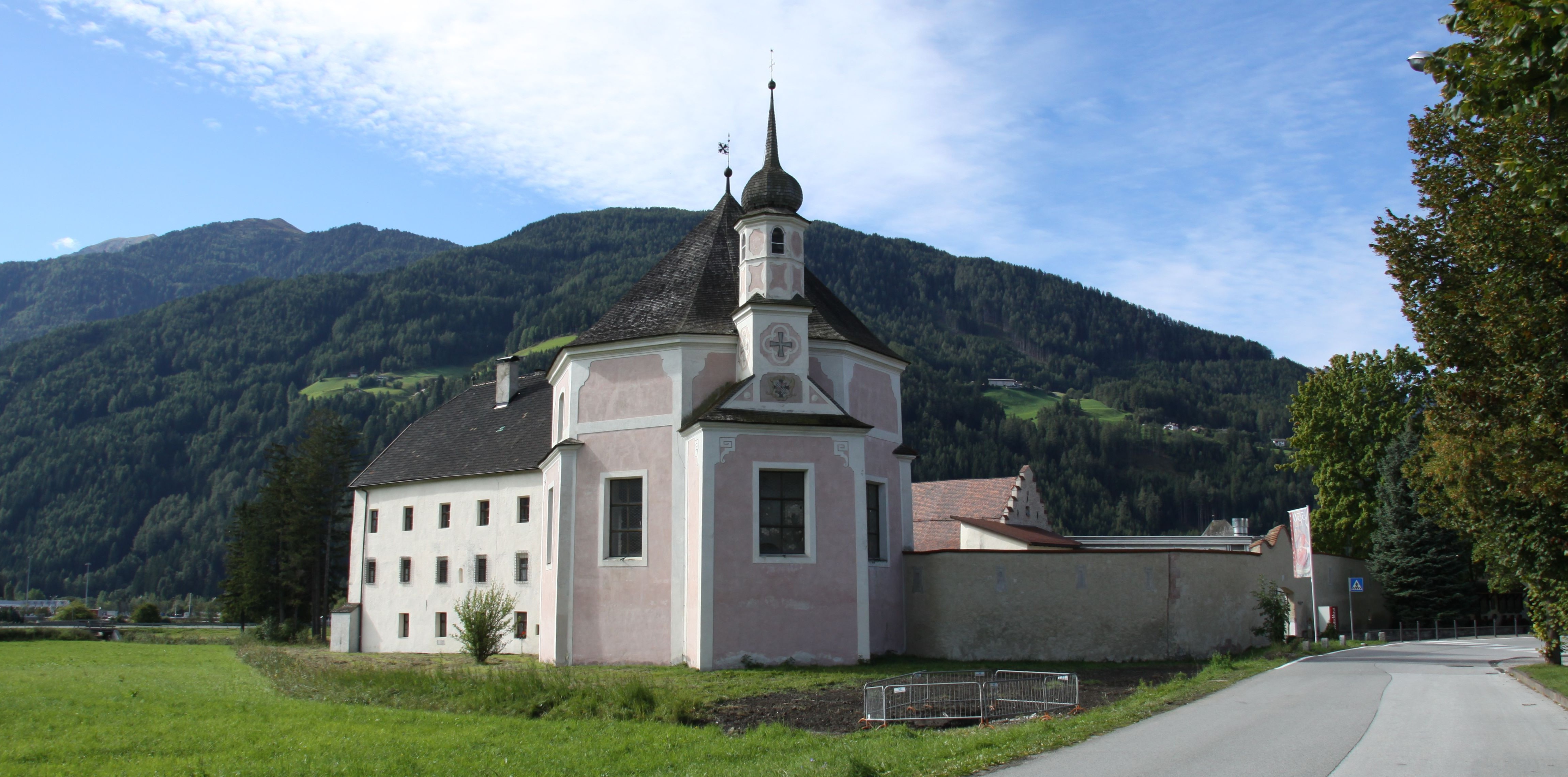
Das Deutschhaus, die ehemalige Deutschordenskommende. Im Vordergrund die St.-Elisabeth-Kirche

Der östliche Gebäudeteil des Deutschhauses beherbergt seit 1986 das Multschermuseum und seit 1994 das Stadtmuseum von Sterzing.
Im Multschermuseum sind Teile des zwischen 1456 und 1459 durch den Ulmer Bildhauer und Maler Hans Multscher für die Pfarrkirche von Sterzing geschaffenen Altars zu sehen. Dort wurde der spätgotische Flügelhochaltar 1779 im Zuge der barocken Umgestaltung der Kirche entfernt. Zu den wichtigsten Ausstellungsstücken zählen die Altartafeln, die Szenen aus dem Leben Mariens und der Passion Christi wiedergeben.
Das Stadtmuseum befindet sich ebenfalls im Deutschhaus. In den barocken Sälen werden Zeugnisse des städtischen Lebens ausgestellt. Die Hauptausstellungsstücke stammen aus einer Sammlung von Objekten und Dokumenten der städtischen Zünfte und Bruderschaften. Verschiedene Wandgemälde zeigen die Stadt Sterzing und ihre Umgebung.
Die St.-Elisabeth-Kirche beim Deutschhaus kann im Rahmen eines Museumsbesuches besichtigt werden. Sie wurde 1733 nach Plänen von Giuseppe Delai im Stil des Spätbarocks anstelle einer älteren Kapelle für den Deutschen Orden erbaut. Die Deckengemälde zeigen die Heiligen Elisabeth und Georg, die Schutzpatrone des Ordens. Sie wurden, wie auch das Hochaltarbild, vom bayerischen Maler und Graphiker Matthäus Günther aus Augsburg geschaffen. Die Stuckdekoration der Wände und des Gewölbes sind ein Werk des Innsbruckers Anton Gigl.

### Musik

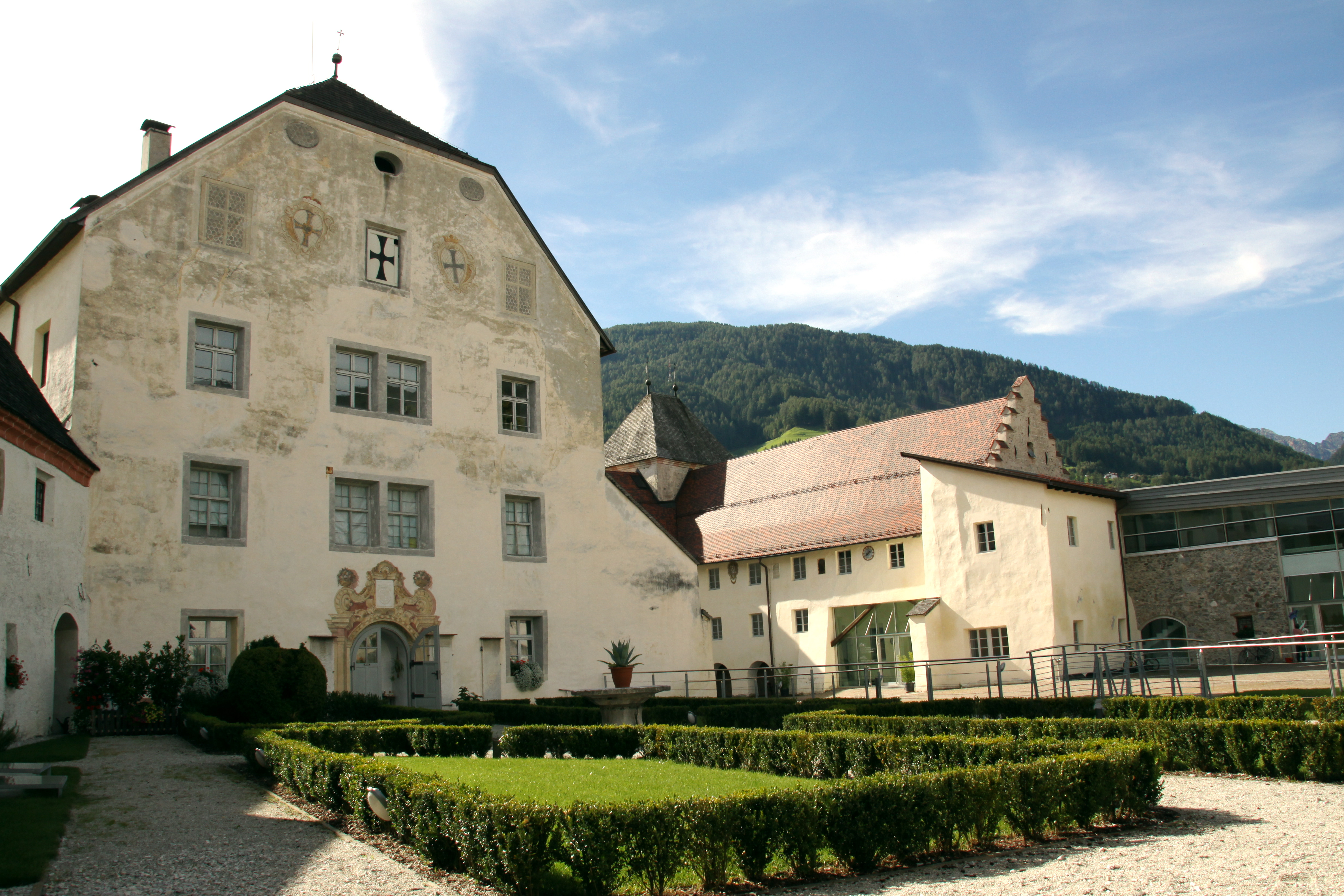
Innenhof des Deutschhauses, rechts die Musikschule

Die Musikschule Sterzing befindet sich im westlichen Flügel des Deutschhauses. Sie gilt als zentrale Bildungseinrichtung für Musik im südlichen Wipptal. Ihr Einzugsgebiet umfasst Sterzing, Brenner, Pfitsch, Ratschings, Freienfeld und Franzensfeste mit insgesamt 18.000 Einwohnern. Sie wird wöchentlich von etwa 600 Schülern besucht, die hier von 25 Lehrern in 21 Klassenzimmern unterrichtet werden und ein Streicherensemble, eine Big Band, eine Brass Band sowie ein Schlagzeugensemble bilden. Diese treten regelmäßig öffentlich auf. Die Musikschüler nehmen oft erfolgreich am österreichischen Musikwettbewerb Prima la musica teil.
Die Bürgerkapelle Sterzing besteht mit Unterbrechungen seit 1832. Nach einer kurzzeitigen Auflösung folgte im Jahr 1946 eine Neugründung. Sie hat etwa 45 Mitglieder, davon 11 Musikantinnen, dazu kommen vier ein Fähnrich und hat ihre Vereinsräume seit 2006 im Deutschhaus. Im Jahre 2007 feierte sie den 175. Jahrestag ihrer ersten urkundlichen Erwähnung.
Der Männergesangverein Sterzing wurde 1860 gegründet und hat etwa 30 aktive Mitglieder. Im Jahre 1926 wurde er von der faschistischen Regierung Italiens behördlich verboten und aufgelöst. Die Wiedergründung erfolgte am 22. August 1946.
Daneben gibt es in der Stadt noch den Chor Cima Bianca und den Pfarrchor Sterzing Maria im Moos.

## Sterzinger Moos
Das Sterzinger Moos südlich der Stadtgrenze war vor der Austrocknung im Jahr 1877 eine sehr sumpfige Gegend. In vielen Nordtiroler Fasnachtsbräuchen ist das Sterzinger Moos die Gegend, wo nach der Legende alle ledigen Jungfern hin mussten, um für ihre eheliche Entsagung zu büßen. Auch die heiratsunwilligen Junggesellen wurden in der Volkserzählung kritisiert und ebenso wie die Frauen an einen tristen Ort verbannt. Die Männer sollten ihr Ledigsein auf einem Berg nahe dem Sterzinger Moos büßen. Dort mussten sie, gleich den eheunwilligen Frauen, völlig unnütze Tätigkeiten verrichten, z. B. Fürze kleben, Felsen abreiben oder Wolken schieben.
Beim Larchzieh’n in Umhausen stellt das Sterzinger Moos einen wesentlichen Bestandteil dieses jahrhundertealten Brauches dar.

## Söhne und Töchter der Stadt
- Sigmund Ris (1431–1532), Kleriker und Mäzen
- Vigil Raber (um 1490–1552), zunächst Maler und Restaurator, später Autor, Sammler, Verleger sowie Spielleiter von weltlichen und geistlichen Theater-Stücken (Sterzinger Spiele, Sterzinger Osterspiel, Sterzinger Fastnachtsspiel, Sterzinger Neidhartspiel)
- Michael Gaismair (1490–1532), Sozialrevolutionär, Bauernführer (gescheiterte Bauernaufstände in Tirol von 1525 bis 1529)
- Paul Dax (1503–1561), Soldat, Maler, Glasmaler und Kartograph
- Michael Toxites (1514–1581), Humanist, Arzt und Dichter
- Kasper Goltwurm (1524–1559), lutherischer Theologe, „Reformator von Nassau“
- Georg Geitzkofler (1526–1577), böhmischer Münzmeister in St. Joachimsthal
- Paulinus Mayr (1628–1685), war von 1678 bis 1685 Fürstbischof von Brixen
- Sigismund Epp (1647–1720), Theologe, Rektor der Universität Innsbruck
- Johann Baptist Gänsbacher (1778–1844), Komponist, Dirigent und Kapellmeister
- Maximilian Mayr (1820–1883), 1879–1883 Propst von Neustift bei Brixen
- Josef Hirn (1848–1917), Historiker
- Carl Domanig (1851–1913), Schriftsteller (Tiroler Heimatdichter), Numismatiker
- Konrad Fischnaler (1855–1941), Geschichts- und Heimatforscher, Kustos am Ferdinandeum in Innsbruck
- Johann Kofler (1838–1906), Apotheker und Bürgermeister, erneuerte die Struktur der Stadt an der Wende zum 20. Jahrhundert
- Sebastian Steiner (1836–1896), k.u.k. Hof-Bildhauer
- Vinzenz Stötter (1922–1982), Südtiroler Politiker
- Gerhard Riedmann (1933–2003), Lehrer, Schriftsteller, Theatermann
- Brigitte Fink (1940–2024), italienische Rennrodlerin und Rennrodelfunktionärin
- Hanspaul Menara (* 1945), Südtiroler Landeskundler, freischaffender Schriftsteller und Fotograf
- Alexander Langer (1946–1995), Politiker, Visionär
- Leopold Steurer (* 1946), Zeithistoriker
- Max Haller (* 1947), Soziologe und Hochschullehrer
- Peter Gschnitzer (* 1953), Rennrodler
- Herbert Plank (* 1954), Skirennläufer, Olympiadritter Abfahrt 1976
- Thomas Egger (* 1959), Politiker
- Carl Kraus (* 1959), italienisch-österreichischer Kunsthistoriker, Autor und Kurator
- Angelika Fleckinger (* 1970), Prähistorikerin und Museumsleiterin
- Aron Demetz (* 1972), Holzbildhauer
- Marion Posch (* 1972), Snowboarderin
- Markus Ralser (* 1980), Biologe
- Patrick Staudacher (* 1980), Skirennläufer, ehemaliger Weltmeister im Super-G
- Katja Haller (* 1981), Biathletin
- David Mair (* 1984), Rennrodler
- Alex Schwazer (* 1984), Leichtathlet und Olympiasieger über 50 km Gehen bei den Sommerspielen 2008 in Peking
- Elmar Hofer (* 1985), Skirennläufer
- Markus Gander (* 1989), Eishockeyspieler
- Damian Dalla Torre (* 1989), Jazzmusiker
- Andy Plank (* 1989), Skirennläufer
- Sandra Gasparini (* 1990), Rennrodlerin
- Roland Hofer (* 1990), Eishockeyspieler
- Federica Sanfilippo (* 1990), Biathletin
- Zeno Oberkofler (* 1997), Politiker
- Tommaso Giacomel (* 2000), Biathlet
- Lara Malsiner (* 2000), Skispringerin
- Jessica Malsiner (* 2002), Skispringerin
- Daniel Moroder (* 2002), Skispringer
- Lena Prinoth (* 2003), Nordische Kombiniererin

### Ehrenbürger
- Johann Kofler (1838–1906), Bürgermeister und Apotheker
- Wilhelm Egger (1940–2008), Bischof der Diözese Bozen-Brixen, Ehrenbürger seit Mai 2000
- Josef Rampold (1925–2007), Bergsteiger, Journalist, Autor und Heimatkundler, Ehrenbürger seit 1994

Es gibt zahlreiche weitere Ehrenbürger, eine historische Auflistung derselben fehlt bis dato gänzlich. Inzwischen ist in der Bezirkszeitschrift ERKER eine Rubrik über 20 Ehrenbürger der Stadt Sterzing erschienen (Mai 2016–April 2018).